# 杨树根
杨树根（1915年—1998年），中国人民解放军将领、中国人民解放军开国少将。
曾任中国人民解放军广州军区炮兵代政委。1955年，授予中国人民解放军少将。